# Elethyia
Elethyia és un gènere d'arnes de la família Crambidae.

## Taxonomia
- Elethyia albirufalis (Hampson, 1919)
- Elethyia minerva (Błeszyński, 1965)
- Elethyia subscissa (Christoph, 1877)
- Elethyia taishanensis (Caradja & Meyrick, 1937)